# Titularbistum Nomentum
Nomentum (italienisch Nomento) ist ein Titularbistum der römisch-katholischen Kirche.
Es geht zurück auf einen antiken Bischofssitz in der Stadt Nomentum, die sich in der italienischen Region Latium befand.
| Titularbischöfe von Nomentum |                                                |                                                                                          |                  |                   |
| Nr.                          | Name                                           | Amt                                                                                      | von              | bis               |
| 1                            | Emanuele Gerada Titularerzbischof pro hac vice | Weihbischof in Malta Koadjutorbischof von Malta (Malta) Apostolischer Nuntius            | 15. Februar 1967 | 21. Januar 2011   |
| 2                            | Habib Chamieh OMM                              | Apostolischer Administrator der Eparchie des Hl. Scharbel von Buenos Aires (Argentinien) | 17. April 2013   | 22. November 2019 |
| 3                            | Justo Rodríguez Gallego                        | Weihbischof in Zárate-Campana (Argentinien)                                              | 10. Oktober 2020 |                   |